# Élections législatives hongroises de 2022
Les élections législatives hongroises de 2022 ont lieu le 3 avril 2022 afin de renouveler pour quatre ans les 199 membres de l'Assemblée nationale de la Hongrie. Un référendum est organisé simultanément. 
Les élections se déroulent dans un contexte inédit avec la pandémie de Covid-19 et l'invasion de l'Ukraine par la Russie, tandis que l'opposition au gouvernement Fidesz du Premier ministre Viktor Orbán s’unit en formant la coalition Unis pour la Hongrie menée par Péter Márki-Zay.
Le Fidesz du Premier ministre Viktor Orbán remporte largement les élections avec plus de 54 % des voix et conserve sa majorité des deux tiers au parlement, assurant à Orbán un quatrième mandat consécutif. 
La coalition de six partis d'opposition Unis pour la Hongrie remporte environ 35 % des voix, un résultat bien en deçà des attentes et des résultats combinés des partis membres de la coalition en 2018. En troisième position, le Mouvement Notre patrie remporte 6 % des voix et fait son entrée à l'Assemblée nationale.

## Contexte

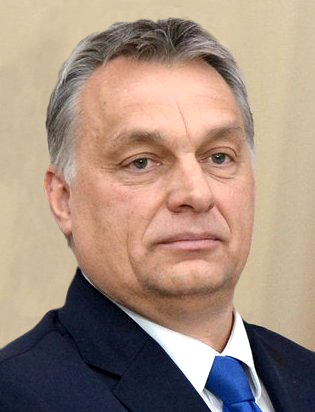
Viktor Orbán, le Premier ministre sortant.

Le Premier ministre sortant Viktor Orbán est au pouvoir depuis la victoire de son parti, le Fidesz, aux législatives de 2010, un succès renouvelé en 2014 et en 2018. Ces mandats interviennent après un premier effectué de 1998 à 2002 en coalition avec deux autres partis de centre droit. 
Les précédentes élections en 2018 ont lieu dans le contexte de la crise migratoire en Europe, au cours de laquelle le Premier ministre s'oppose de façon virulente à l'accueil de migrants, ce qui lui assure le soutien d'une partie de la population. Pendant toute la législature, le Fidesz est donné en tête des intentions de vote. Le scrutin connait une participation au plus haut depuis vingt ans, tandis que la coalition Fidesz-KDNP, donnée grande favorite du scrutin, conserve la majorité absolue ainsi que la majorité qualifiée des deux tiers des sièges,,. Le scrutin est un échec important pour les principaux partis d'opposition — le Jobbik, le Parti socialiste, La politique peut être différente, et Ensemble —, dont les chefs démissionnent dans la foulée.
Les six principaux partis d'opposition décident finalement de s'unir au sein d'une liste commune en 2021 afin de contrer le Fidesz à la suite de l'expérience concluante d'une telle alliance au cours des élections municipales de 2019, qui permet à l'opposition de remporter dix des vingt trois principales villes du pays. Le Jobbik, le Parti socialiste hongrois (MSZP), le Parti du dialogue pour la Hongrie (PM), Coalition démocratique (DK), La politique peut être différente (LMP) et Mouvement Momentum (MM) forment ainsi la coalition Unis pour la Hongrie. Courant septembre 2021, les six partis organisent une primaire à l'issue de laquelle le conservateur indépendant Péter Márki-Zay est choisi pour tête de liste de la coalition.
À la suite de tensions opposant le gouvernement hongrois et l'Union européenne sur une nouvelle législation hongroise concernant les droits LGBT, un référendum à questions multiples est organisé le même jour que les élections. Les quatre questions mises au vote portent sur l'éducation sexuelle des mineurs, notamment en matière d'homosexualité et de transidentité,.
Les législatives sont précédées de moins d'un mois par une élection présidentielle, organisée le 10 mars 2022. Le Fidesz-Union civique hongroise y présente la candidature de la ministre sans portefeuille aux affaires familiales, Katalin Novák. Unis pour la Hongrie lui oppose la candidature de l'avocat et économiste Péter Róna. Comme attendu, Katalin Novák l'emporte dès le premier tour de scrutin, la coalition Fidesz-Union civique hongroise détenant à elle seule la majorité des deux tiers nécessaire. La passation de pouvoir a lieu le 10 mai 2022. Elle devient à 44 ans la première femme et la plus jeune personne à accéder à la présidence de la république hongroise,,.
La pandémie de Covid-19, qui a débuté en mars 2020 en Hongrie, cause plus de 40 000 décès. Une campagne de vaccination est lancée par le gouvernement hongrois en 2021. Des mesures de confinement, le port du masque obligatoire dans plusieurs lieux publics, un passeport sanitaire (retiré depuis) et la vaccination obligatoire des soignants sont mis en œuvre. Le Mouvement Notre patrie organise des manifestations contre le confinement et les mesures sanitaires en 2021 et 2022,.

## Mode de scrutin
L'Assemblée nationale est un parlement monocaméral composée de 199 sièges pourvus pour quatre ans selon un mode de scrutin parallèle. Sont ainsi à pourvoir 106 sièges au scrutin uninominal majoritaire à un tour dans autant de circonscriptions électorales, auxquels s’ajoutent 93 sièges pourvus au scrutin proportionnel plurinominal de liste avec seuil électoral de 5 % dans une unique circonscription nationale. Ce seuil passe à 10 % pour les listes présentées conjointement par deux partis et à 15 % pour les listes présentées par des coalitions de trois partis ou plus.
Le scrutin à la proportionnelle est dit « de compensation » car l'on ajoute aux suffrages recueillis sur les listes nationales les suffrages « fragmentaires » (töredékszavazat) du scrutin uninominal, c'est-à-dire ceux qui n'ont pas permis aux différentes forces de remporter des sièges dans les circonscriptions ainsi que toutes les voix des partis ayant remporté un siège qui ont dépassé le seuil nécessaire pour l'emporter, on effectue alors la répartition selon le scrutin proportionnel d'Hondt.
Depuis 2014, chacune des minorités ethniques de Hongrie a la possibilité de faire élire un député de manière facilitée grâce à un abaissement du seuil électoral, à la condition qu'ils s'enregistrent préalablement sur des listes électorales distinctes. Le siège est prélevé sur les 93 dédiés à la représentation proportionnelle si la liste en question franchit un seuil spécifique établit au quart du quotient inverse de ce total, soit {\displaystyle {\frac {1}{4\times 93}}={\frac {1}{372}}\approx 0.2688\%} du total des suffrages au scrutin de liste. Treize minorités sont concernées : les Arméniens, Bulgares, Croates, Allemands, Grecs, Polonais, Roms, Roumains, Ruthènes, Serbes, Slovaques, Slovènes et Ukrainiens. En pratique, seules les communautés allemandes et roms sont suffisamment nombreuses pour espérer pouvoir atteindre ce seuil et obtenir un siège, si tant est qu'une part suffisante de leurs membres s'inscrivent sur les listes dédiées.

## Forces en présence
| Partis     | Partis                                                                  | Positionnement et idéologie                                                                      | Chef de file                         | Résultats en 2018            |
| ---------- | ----------------------------------------------------------------------- | ------------------------------------------------------------------------------------------------ | ------------------------------------ | ---------------------------- |
|            | Fidesz-Union civique hongroise Fidesz – Magyar Polgári Szövetség        | Droite à extrême droite National-conservatisme, démocratie chrétienne, conservatisme social      | Viktor Orbán (Premier ministre)      | En coalition 117 députés     |
|            | Parti populaire démocrate-chrétien (KDNP) Kereszténydemokrata Néppárt   | Droite Droite chrétienne, national-conservatisme, conservatisme social                           | Zsolt Semjén                         | En coalition 16 députés      |
|            | Jobbik                                                                  | Centre droit Nationalisme, conservatisme social, agrarisme                                       | Péter Jakab                          | 19,06 % des voix 26 députés  |
|            | Parti socialiste (MSZP) Szocialista Párt                                | Centre gauche Social-démocratie, social-libéralisme                                              | Bertalan Tóth et Ágnes Kunhalmi      | 11,91 % des voix 20 députés  |
|            | LMP – Parti vert de la Hongrie (LMP) Lehet Más a Politika               | Centre gauche Écologie politique                                                                 | Máté Kanász-Nagy et Erzsébet Schmuck | 7,06 % des voix 8 députés    |
|            | Coalition démocratique (DK) Demokratikus Koalíció                       | Centre gauche Social-libéralisme, europhilie                                                     | Ferenc Gyurcsány                     | 5,37 % des voix 9 députés    |
|            | Mouvement Momentum (MM) Momentum Mozgalom                               | Centre Libéralisme, conservatisme, europhilie                                                    | Anna Orosz                           | 3,06 % des voix 0 députés    |
|            | Mouvement Notre patrie (MHM)                                            | Extrême droite Nationalisme, réactionnarisme, euroscepticisme, opposition aux mesures sanitaires | László Toroczkai                     | Nouveau parti                |
|            | Parti hongrois du chien à deux queues (MKKP) Magyar Kétfarkú Kutya Párt | Parti parodique Absurdisme, satire                                                               | Gergely Kovács                       | 1,73 % des voix 0 députés    |
|            | Ensemble Együtt                                                         | Centre gauche Social-libéralisme, europhilie                                                     | Péter Juhász                         | 0,66 % des voix 1 députés    |
| Coalitions | Coalitions                                                              | Composantes                                                                                      | Chef de file                         | Résultats cumulés en 2018    |
|            | Fidesz-KDNP                                                             | Fidesz, KDNP                                                                                     | Viktor Orbán                         | 49,27 % des voix 133 députés |
|            | Unis pour la Hongrie Egységben Magyarországért (EM)                     | Jobbik, MSZP, PM, DK, LMP, MM                                                                    | Péter Márki-Zay                      | 46,46 % des voix 63 députés  |

## Campagne
Fort de son bon bilan économique et d'une politique de largesses fiscales envers les classes moyennes et les familles, l'alliance du Fidesz et du Parti populaire démocrate-chrétien (KDNP) est jugée favorite du scrutin, ce qui permet au Premier ministre sortant Viktor Orbán d'espérer un quatrième mandat consécutif. Début 2022, il met en œuvre plusieurs mesures sociales dont une hausse de 20 % du salaire minimum — qui passe ainsi à 200 000 Forints nets, soit environ 360 euros —, des hausses similaires des salaires des fonctionnaires, un treizième mois pour les retraités et un allègement de l'impôt sur le revenu pour les ménages ayant des enfants à charge. Quelques semaines avant le scrutin, dans un contexte de forte montée de l'inflation qui s'élève à 7,4 % sur un an, le premier ministre bloque les prix de six produits de base. Tous les supermarchés et épiceries du pays se voient notamment obligés de placarder une affiche officielle informant les clients que le gel des prix a été décidé par le gouvernement.
Confrontée en 2022 à une large coalition d'opposition allant du centre gauche à l’extrême droite, Unis pour la Hongrie, le gouvernement fait face à des élections serrées. Si Viktor Orbán bénéficie toujours d'une bonne popularité dans les sondages d'opinions — qui lui laissent espérer de conserver la majorité absolue des sièges —, la perte de la majorité qualifiée des deux tiers qui permettait à l'alliance Fidesz-KDNP de procéder seule à des modifications de la constitution est jugée probable,. 
Comme lors des précédents scrutins, le gouvernement hongrois est fortement critiqué pour l'absence de neutralité des médias publics sous son contrôle, les médias privés étant quant à eux passés aux mains de ses alliés. Qualifiée de « machine à propagande » du gouvernement, l'essentiel de la presse relaie ainsi le seul point de vue du gouvernement, notamment via de larges campagnes d'affichage. Sur internet, Facebook fait également l'objet d'investissements en faveur des programmes gouvernementaux de la part d'alliés conservateurs dont principalement la fondation « Centre Megafon », qui y consacre plus d'un milliard de Forints (environ 2,7 millions d'euros),. Deux semaines avant les élections, en pleine campagne électorale, le dirigeant de l'opposition Péter Márki-Zay ne dispose ainsi que de quelques minutes de temps de parole sur la télévision publique. L'Organisation pour la sécurité et la coopération en Europe (OSCE) décide quant à elle l'envoi de plus de 200 observateurs, un dispositif rarement mis en place pour un pays de l'Union européenne — seule la Bulgarie avait connu un traitement similaire en 2013 — qui témoigne des doutes sur la régularité du scrutin. 

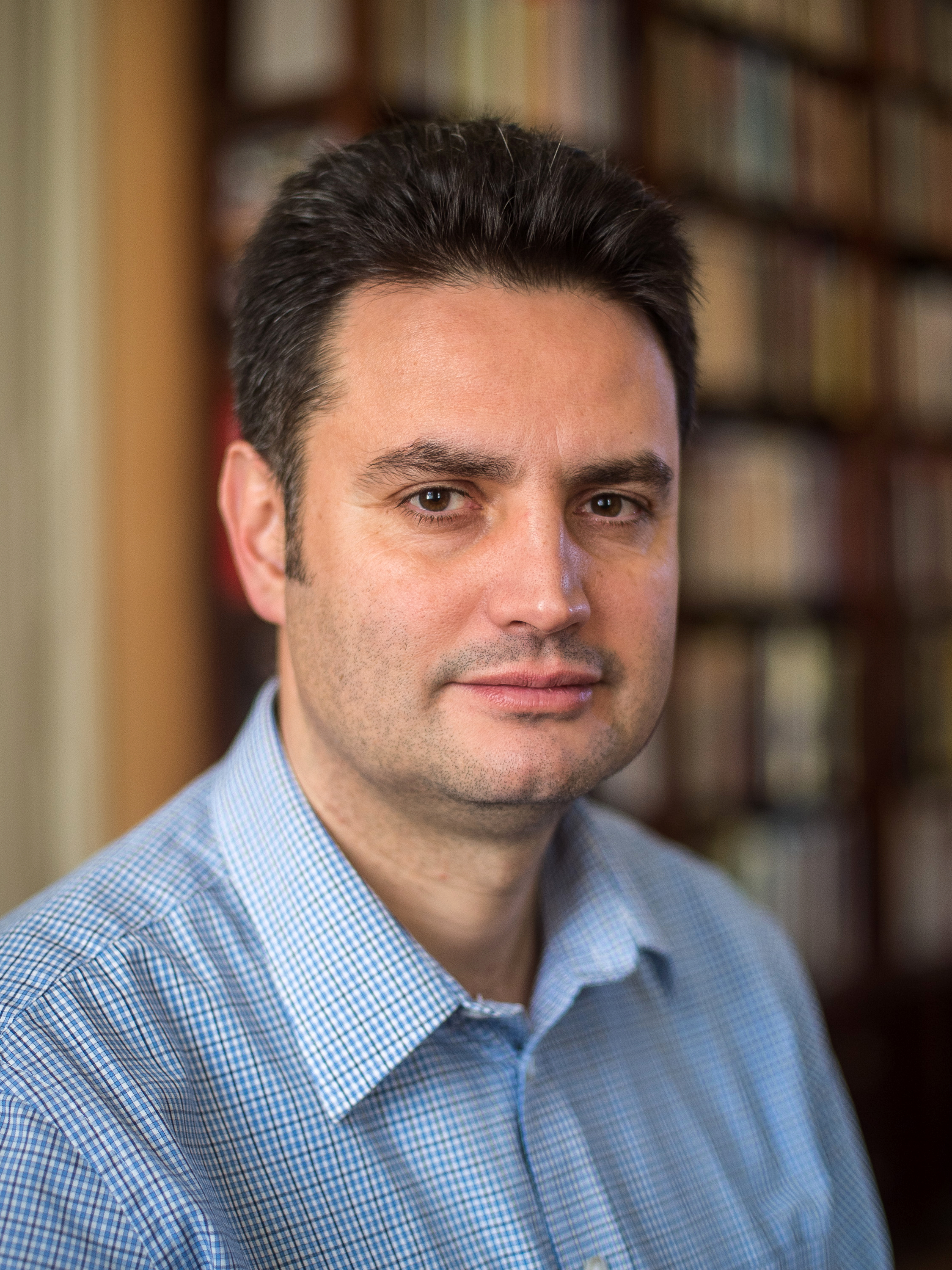
Le candidat de l'opposition, Péter Márki-Zay.

À la tête de la coalition Unis pour la Hongrie, Péter Márki-Zay fait campagne sur un programme favorable à une plus grande intégration dans l'Union européenne, notamment par l'adhésion à la zone euro et au parquet européen de lutte contre la corruption. La coalition d'opposition, très élargie, se rejoint surtout sur le rejet du « régime Orbán ». Conservateur, son dirigeant ne présente ainsi pas de programme détaillé. Perçu comme néolibéral sur les questions économiques, Péter Márki-Zay s'oppose à l’augmentation du salaire minimum, estimant que le marché serait capable de réguler les rémunérations, et à une réforme du système fiscal. Dans un entretien donné à la presse en novembre 2021, il explique que «  pour l’instant, il est dans l’intérêt de la Hongrie d’être un paradis fiscal », avec une imposition sur les sociétés de 9 %. Il est favorable à l'Union européenne et à l'OTAN. Concernant les questions sociétales, il attaque Viktor Orbán pour ses mesures jugées liberticides, et tente de retourner contre lui les préjugés xénophobes et homophobes. Il accuse ainsi le premier ministre « d’organiser l’immigration » et affirme que c’est « au Fidesz  qu’on trouve le plus de personnes gays », laissant également entendre que le fils d’Orbán partage cette orientation sexuelle. Si la victoire de Péter Márki-Zay à la primaire d'Unis pour la Hongrie avait créée la surprise, son profil de conservateur issue d'une petite ville est rapidement perçu comme un atout en permettant à l'opposition de poursuivre son programme anti-Orbán tout en attirant des électeurs traditionnellement acquis au Fidesz, qui ne peut l'attaquer sur les thèmes classiquement utilisés sur la gauche, ni le peindre en candidat de l'élite contre le peuple,.

### Guerre en Ukraine
L'Ukraine, pays voisin de la Hongrie, est envahie par la Russie le 24 février 2022. Cette attaque provoque une importante vague migratoire, plus de 85 000 réfugiés ukrainiens étant accueillis en Hongrie dès la mi-mars. Des manifestations en soutien à l'Ukraine sont organisées dans le même temps à Budapest. Surtout, l'invasion fait rapidement passer les sujets socio-économiques et la lutte contre la corruption au second plan, le gouvernement et l'opposition s'affrontant sur l'attitude à tenir.
Réputé proche de la Russie, le gouvernement hongrois se retrouve initialement en porte-à-faux du reste de l'Union européenne, qui soutient diplomatiquement et militairement l'Ukraine via la mise en place de lourdes sanctions économiques et l'envoi de matériel militaire. Mis en difficulté sur ce sujet à quelques semaines des élections, Viktor Orbán le désamorce en condamnant l'attaque et en se joignant aux sanctions décidées par l'Union européenne, déclarant notamment au président ukrainien Volodymyr Zelensky que les Hongrois « font partie de l'Occident ».
Alignée au niveau des sanctions, la Hongrie se place néanmoins à contrario de l'Union sur le sujet des livraisons d'armes, le ministre des Affaires étrangères hongrois Péter Szijjártó annonçant dès mars le refus de son pays de laisser transiter par le territoire hongrois les importations d'armes létales vers l'Ukraine. Le gouvernement met en avant une prudente neutralité justifiée par la dépendance du pays aux livraisons de gaz russe, répétant que « les familles hongroises ne paieront pas le prix de la guerre ». 
Cette décision fait l'objet de critiques à l'étranger comme à l'intérieur du pays, Péter Márki-Zay se prononçant rapidement en faveur de ces envois d'armes à destination de Kiev. Dans le même temps, le gouvernement hongrois se joint à l'appel de huit membres de l'Union européenne à ouvrir la procédure d'adhésion de l'Ukraine dans l'Union. Affirmant vouloir conserver la Hongrie en dehors de la guerre, le Premier ministre parvient ainsi à présenter le scrutin électoral comme un choix entre « la droite pacifiste et la gauche va-t-en-guerre »,.

## Sondages

Résultats des sondages incluant les coalitions.

Résultats des sondages par parti.

## Résultats

### Nationaux
|                                 |                                              |                                              |                    |                    |                    |                    |                 |                 |                 |                 |               |               |  |  |
| Partis                          | Partis                                       | Partis                                       | Scrutin uninominal | Scrutin uninominal | Scrutin uninominal | Scrutin uninominal | Proportionnelle | Proportionnelle | Proportionnelle | Proportionnelle | Total         | +/-           |  |  |
| Partis                          | Partis                                       | Partis                                       | Voix               | %                  | Sièges             | +/-                | Voix            | %               | +/-             | Sièges          | Total         | +/-           |  |  |
|                                 |                                              | Fidesz-Union civique hongroise (Fidesz)      | 2 823 419          | 52,52              | 80                 | 3                  | 3 060 706       | 54,13           | 4,86            | 39              | 119           | 2             |  |  |
|                                 | Parti populaire démocrate-chrétien (KDNP)    | 7                                            | 2 823 419          | 52,52              | 9                  | 3                  | 3 060 706       | 54,13           | 4,86            | 16              | en stagnation |               |  |  |
| Total Fidesz-KDNP               | Total Fidesz-KDNP                            | 87                                           | 2 823 419          | 52,52              | 48                 | 3                  | 3 060 706       | 54,13           | 4,86            | 135             | 2             |               |  |  |
|                                 |                                              |                                              |                    |                    |                    |                    |                 |                 |                 |                 |               |               |  |  |
|                                 | Coalition démocratique (DK)                  | 1 983 708                                    | 36,90              | 4                  | 5                  | 1 947 331          | 34,44           | 12,02           | 12              | 16              | 7             |               |  |  |
|                                 | Parti socialiste (MSZP)                      | 1 983 708                                    | 36,90              | 5                  | 5                  | 1 947 331          | 34,44           | 12,02           | 5               | 10              | 5             |               |  |  |
|                                 | Jobbik                                       | 1 983 708                                    | 36,90              | 0                  | 5                  | 1 947 331          | 34,44           | 12,02           | 9               | 9               | 17            |               |  |  |
|                                 | Mouvement Momentum (MM)                      | 1 983 708                                    | 36,90              | 3                  | 5                  | 1 947 331          | 34,44           | 12,02           | 6               | 9               | 9             |               |  |  |
|                                 | Parti du dialogue (PM)                       | 1 983 708                                    | 36,90              | 4                  | 5                  | 1 947 331          | 34,44           | 12,02           | 3               | 7               | 2             |               |  |  |
|                                 | LMP – Parti vert (LMP)                       | 1 983 708                                    | 36,90              | 2                  | 5                  | 1 947 331          | 34,44           | 12,02           | 3               | 5               | 3             |               |  |  |
|                                 | Sans étiquette                               | 1 983 708                                    | 36,90              | 1                  | 5                  | 1 947 331          | 34,44           | 12,02           | 0               | 1               | 1             |               |  |  |
| Total Unis pour la Hongrie (EM) | Total Unis pour la Hongrie (EM)              | 1 983 708                                    | 36,90              | 19                 | 5                  | 1 947 331          | 34,44           | 12,02           | 38              | 57              | 6             |               |  |  |
|                                 | Mouvement Notre patrie (MHM)                 | Mouvement Notre patrie (MHM)                 | 307 064            | 5,71               | 0                  | en stagnation      | 332 487         | 5,88            | Nv.             | 6               | 6             | 6             |  |  |
|                                 | Parti hongrois du chien à deux queues (MKKP) | Parti hongrois du chien à deux queues (MKKP) | 126 648            | 2,36               | 0                  | en stagnation      | 185 052         | 3,27            | 1,54            | 0               | 0             | en stagnation |  |  |
|                                 | Mouvement solutions (MEMO)                   | Mouvement solutions (MEMO)                   | 64 431             | 1,20               | 0                  | en stagnation      | 59 929          | 1,04            | Nv.             | 0               | 0             | en stagnation |  |  |
|                                 | Parti de la vie normale (NEP)                | Parti de la vie normale (NEP)                | 31 495             | 0,59               | 0                  | en stagnation      | 39 720          | 0,70            | Nv.             | 0               | 0             | en stagnation |  |  |
|                                 | Minorité allemande (MNOÖ)                    | Minorité allemande (MNOÖ)                    |                    |                    |                    |                    | 24 630          | 0,44            | 0,02            | 1               | 1             | en stagnation |  |  |
|                                 | Alliance de gauche (MM)                      | Alliance de gauche (MM)                      | 8 678              | 0,16               | 0                  | en stagnation      |                 |                 |                 |                 | 0             | en stagnation |  |  |
|                                 | Autres partis                                | Autres partis                                | 2 373              | 0,05               | 0                  | 1                  | 6 005           | 0,11            | –               | 0               | 0             | 1             |  |  |
|                                 | Indépendants                                 | Indépendants                                 | 28 416             | 0,53               | 0                  | 1                  |                 |                 |                 |                 | 0             | 1             |  |  |
|                                 |                                              |                                              |                    |                    |                    |                    |                 |                 |                 |                 |               |               |  |  |
| Suffrages exprimés              | Suffrages exprimés                           | Suffrages exprimés                           | 5 376 142          | 98,80              |                    |                    | 5 654 860       | 99,00           |                 |                 |               |               |  |  |
| Votes blancs et invalides       | Votes blancs et invalides                    | Votes blancs et invalides                    | 65 239             | 1,20               | 57 065             | 1,00               |                 |                 |                 |                 |               |               |  |  |
| Total                           | Total                                        | Total                                        | 5 441 381          | 100                | 106                | en stagnation      | 5 711 925       | 100             | –               | 93              | 199           | en stagnation |  |  |
| Abstentions                     | Abstentions                                  | Abstentions                                  | 2 773 923          | 33,76              |                    |                    | 2 503 379       | 30,47           |                 |                 |               |               |  |  |
| Inscrits/Participation          | Inscrits/Participation                       | Inscrits/Participation                       | 8 215 304          | 66,24              | 8 215 304          | 69,53              |                 |                 |                 |                 |               |               |  |  |

## Analyse et conséquences

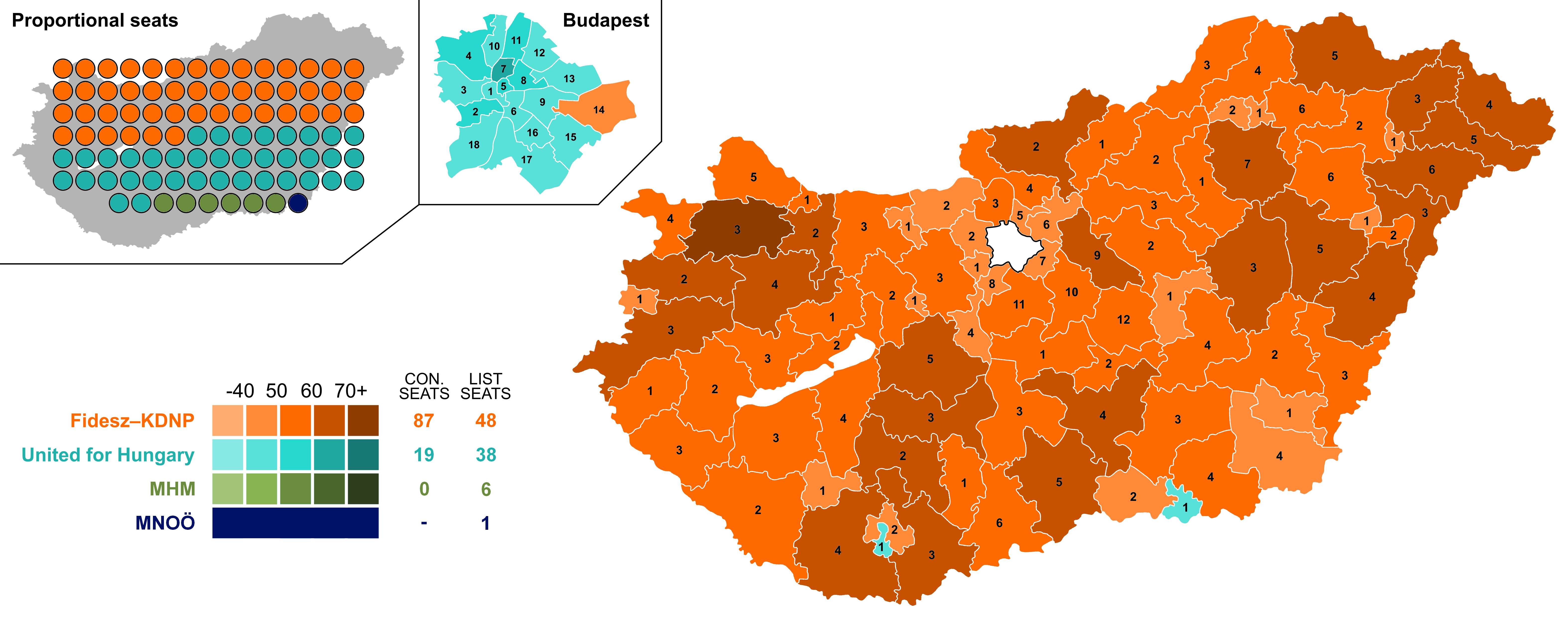
Résultats par circonscription.

La coalition du  Fidesz et du Parti populaire démocrate-chrétien remporte une victoire « écrasante ». Dépassant la majorité absolue des suffrages exprimés, elle parvient à faire démentir les sondages d'opinions qui lui annonçaient la perte de sa majorité des deux tiers des sièges. Le Premier ministre Viktor Orbán se voit ainsi confortablement reconduit pour un cinquième mandat, le quatrième consécutif depuis 2010. Fort de son avance, Orbán qualifie le résultat de victoire du patriotisme, déclarant devant ses partisans réunis à Budapest « nous ne sommes pas le passé, nous sommes l’avenir ! » avant de ponctuer son discours d'une pique à l'égard de l'Union européenne en déclarant « Nous avons remporté une victoire exceptionnelle – une victoire si grande qu'on peut sans doute la voir depuis la lune, et en tout cas certainement depuis Bruxelles »,,.
Les élections se révèlent une déception pour la coalition d'opposition Unis pour la Hongrie qui ne parvient à réunir qu'un peu plus d'un tiers des voix, un résultat bien en deçà des attentes suscitées lors de la campagne. La coalition connait ainsi un recul par rapport aux résultats combinés de ses six partis membres en 2018. Au lendemain du scrutin, son dirigeant Péter Márki-Zay reconnaît sa défaite, confiant à ses partisans sa « tristesse » et sa « déception » tout en dénonçant une « lutte inégale [face à] la propagande [et à] une campagne de haine et de mensonges ».
Autre surprise du scrutin, le nouvellement créé Mouvement Notre patrie arrive troisième et parvient à franchir le seuil électoral de 5 %, ce qui lui permet de faire son entrée à l'Assemblée nationale.